# Pedro Valadares
Pedro Almeida Valadares Neto, mais conhecido como Pedro Valadares ou Pedrinho Valadares (Simão Dias, 4 de setembro de 1965 – Santos, 13 de agosto de 2014), era um advogado e político brasileiro, filiado ao Democratas. 
Foi deputado federal por Sergipe em três ocasiões: de 1991 a 1995; de 7 de janeiro de 1997 a 31 de janeiro de 1999, como suplente de Jerônimo Reis, que renunciou para assumir a prefeitura de Lagarto; e de 5 de agosto de 2010 a 31 de janeiro de 2011, também como suplente de Jerônimo, que perdeu o mandato por improbidade administrativa. Pedro Valadares morreu no dia 13 de agosto de 2014, devido a um acidente aéreo. Aeronáutica informou, por nota, que o avião, modelo Cessna 560XL, prefixo PR-AFA, caiu às 10h.
O acidente do Cessna Citation 560 XLS+ em Santos, matou também mais seis pessoas, entre elas o candidato a Presidência da República nas eleições de 2014, Eduardo Campos. Pedro era sobrinho de Antônio Carlos Valadares.
Seu filho, Rodrigo Valadares elegeu-se Deputado Federal pelo estado de Sergipe para a 57° Legislatura da Câmara dos Deputados do Brasil (2023 - 2026).